# Фарвелл (Мічиган)
Фарвелл (англ. Farwell) — селище (англ. village) в США, в окрузі Клер штату Мічиган. Населення — 880 осіб (2020).

## Географія
Фарвелл розташований за координатами 43°50′13″ пн. ш. 84°52′2″ зх. д. / 43.83694° пн. ш. 84.86722° зх. д. (43.836840, -84.867335).  За даними Бюро перепису населення США в 2010 році селище мало площу 3,62 км², з яких 3,51 км² — суходіл та 0,12 км² — водойми.

## Демографія
Згідно з переписом 2010 року, у селищі мешкала 871 особа в 373 домогосподарствах у складі 229 родин. Густота населення становила 240 осіб/км².  Було 411 помешкання (113/км²).
Расовий склад населення:
| - 97,8 % — білих - 0,7 % — корінних американців - 0,6 % — чорних або афроамериканців - 0,1 % — вихідців з тихоокеанських островів - 0,1 % — азіатів |

До двох чи більше рас належало 0,6 %. Частка іспаномовних становила 1,8 % від усіх жителів.
За віковим діапазоном населення розподілялося таким чином: 22,0 % — особи молодші 18 років, 59,6 % — особи у віці 18—64 років, 18,4 % — особи у віці 65 років та старші. Медіана віку мешканця становила 40,4 року. На 100 осіб жіночої статі у селищі припадало 93,1 чоловіків;  на 100 жінок у віці від 18 років та старших — 85,5 чоловіків також старших 18 років.
Середній дохід на одне домашнє господарство  становив 29 269 доларів США (медіана — 22 917), а середній дохід на одну сім'ю — 36 784 долари (медіана — 31 389). Медіана доходів становила 30 833 долари для чоловіків та 23 125 доларів для жінок. За межею бідності перебувало 30,9 % осіб, у тому числі 61,0 % дітей у віці до 18 років та 13,9 % осіб у віці 65 років та старших.
Цивільне працевлаштоване населення становило 273 особи. Основні галузі зайнятості: освіта, охорона здоров'я та соціальна допомога — 22,7 %, роздрібна торгівля — 17,6 %, виробництво — 15,8 %.